# Morro do Anhangava
O Morro do Anhangava (ou Anhangava)  é um morro localizado na Serra da Baitaca, no município de Quatro Barras, Paraná (Brasil). Em língua tupi-guarani, o morro significa Morada do Diabo.

## Ascensões
São desconhecidos os primeiros registros da ascensão ao Anhangava. Mas, sabe-se que há inscrições dentro da ‘caverna do Urubu’, que remontam ao século XVIII. Acredita-se que exploradores tenham chegado ao cume no início da colonização, por volta de 1693, anos após a inauguração do caminho do Itupava.

## Cronologia
Após os anos de 1880, o Morro Anhangava começa a sofrer com a exploração mineral Granito, por consequência da implementação da ferrovia Curitiba-Paranaguá. Serrarias e engenhos de mate foram instalados próximos a linha férrea e com o tempo, foram distanciando-se da ferrovia.
Como afirma Struminski (1992, p. 6):
(…) é possível imaginar sem muita margem de erro que o estímulo à exploração mineral (granito) tenha sido consideravelmente incrementado pela ferrovia, pois a pedra brita e os paralelepípedos são muitos usados neste tipo de estrada.
Entretanto, o Morro só veio a chamar a atenção da população local por volta da década de 1950, quando populares realizaram uma missa no seu cume e onde, em 1957, foi construída uma capela  (STRUMINSKI, 1992, p. 8).
Em 1995, como medida compensatória pela construção do contorno Leste, eixo integrante da BR-116, O Departamento Nacional de Estradas e Rodagem - DNER, incorpora uma proposta de criação de uma unidade de conservação (parque estadual)  (STRUMINSKI, 2000, p. 22). E, em 5 de junho de 2002, pelo Decreto Estadual no 5.765:
"Art. 1° - Fica criado o Parque Estadual da Serra da Baitaca, com área total de 3053,21 ha, localizado nos municípios de Quatro Barras e Piraquara, […]."